# Shinji Tanaka
Shinji Tanaka (Urawa (avui Saitama), Prefectura de Saitama, Japó, 25 de setembre de 1960) és un exfutbolista japonès.

## Selecció japonesa
Shinji Tanaka va disputar 17 partits amb la selecció japonesa.